# Schlotheimia subfornicata
Schlotheimia subfornicata är en bladmossart som beskrevs av Thériot 1926. Schlotheimia subfornicata ingår i släktet Schlotheimia och familjen Orthotrichaceae. Inga underarter finns listade i Catalogue of Life.